# 短蕊香草
短蕊香草（学名：Lysimachia brachyandra）为报春花科珍珠菜属的植物，为中国的特有植物。分布在中国大陆的贵州等地，生长于海拔1,200米的地区，一般生于山坡草地以及林下，目前尚未由人工引种栽培。